# 四隅突出型墳丘墓

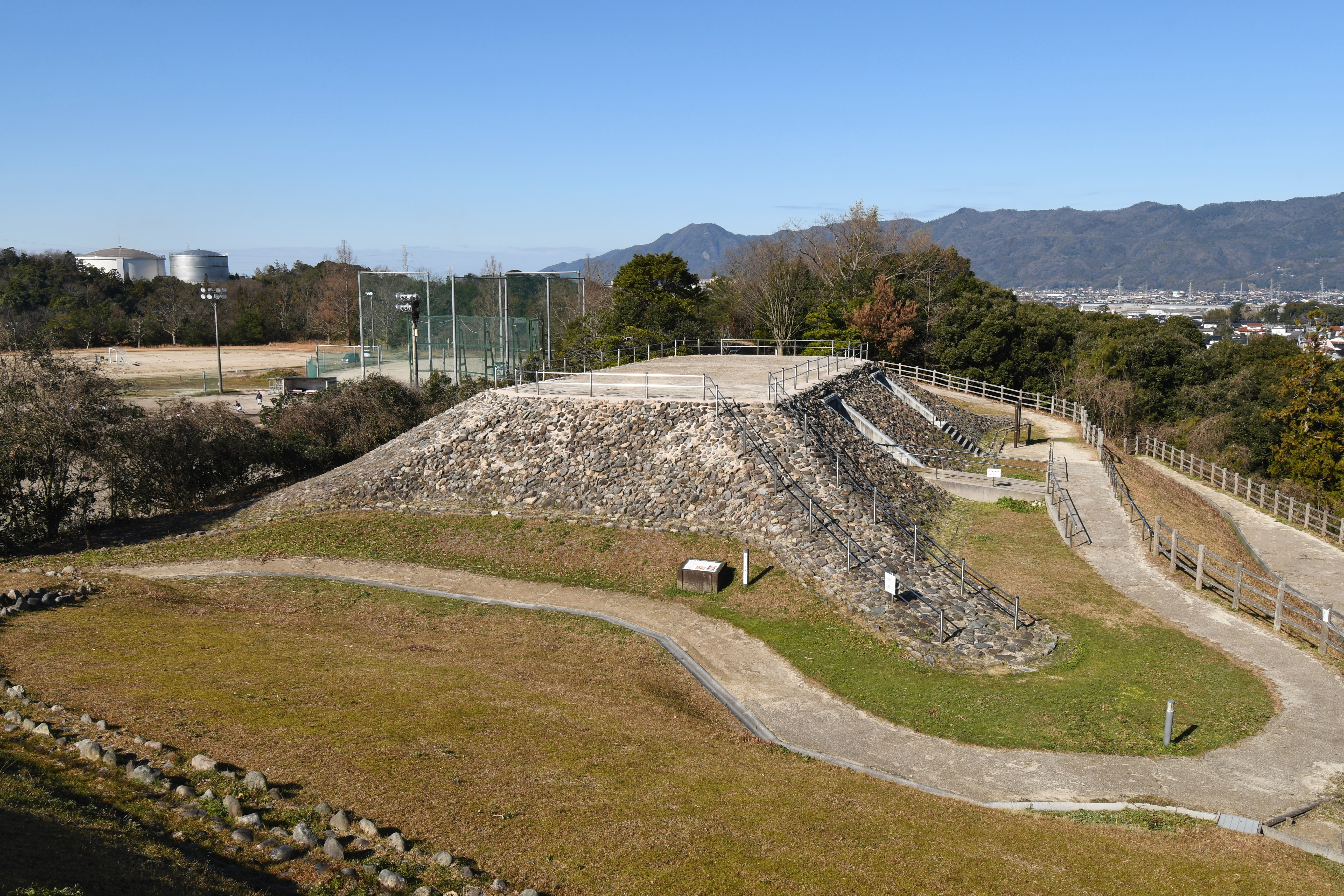
西谷2号墓（島根県出雲市）

四隅突出型墳丘墓（よすみとっしゅつがたふんきゅうぼ）は、弥生時代中期後葉から弥生時代終末期ごろに、おもに中国山間部・山陰地方・北陸地方で採用された墓制で、方形墳丘墓の四隅がヒトデのように飛び出した特異な形の墳丘墓である。

## 概要

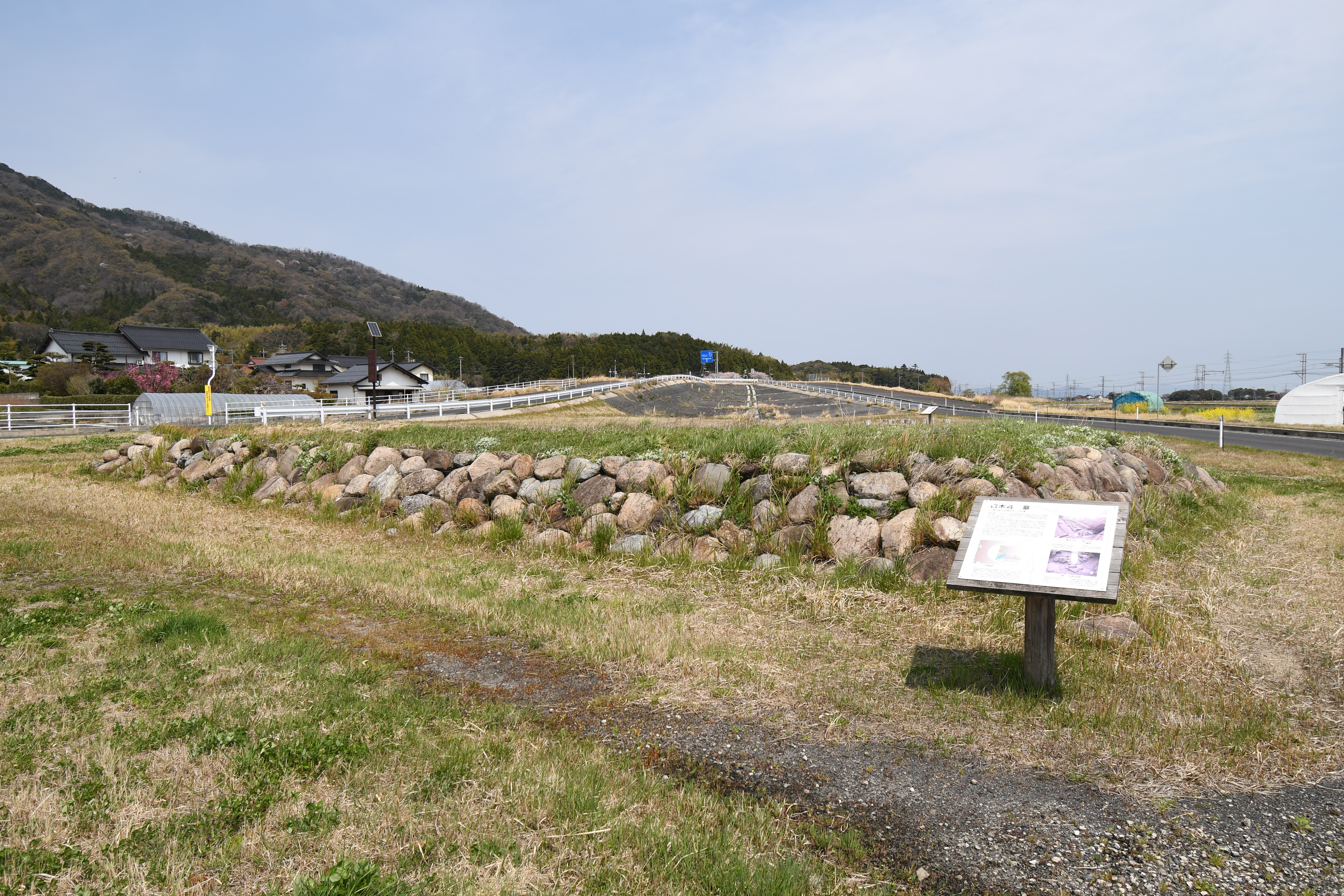
青木4号墓（島根県出雲市）

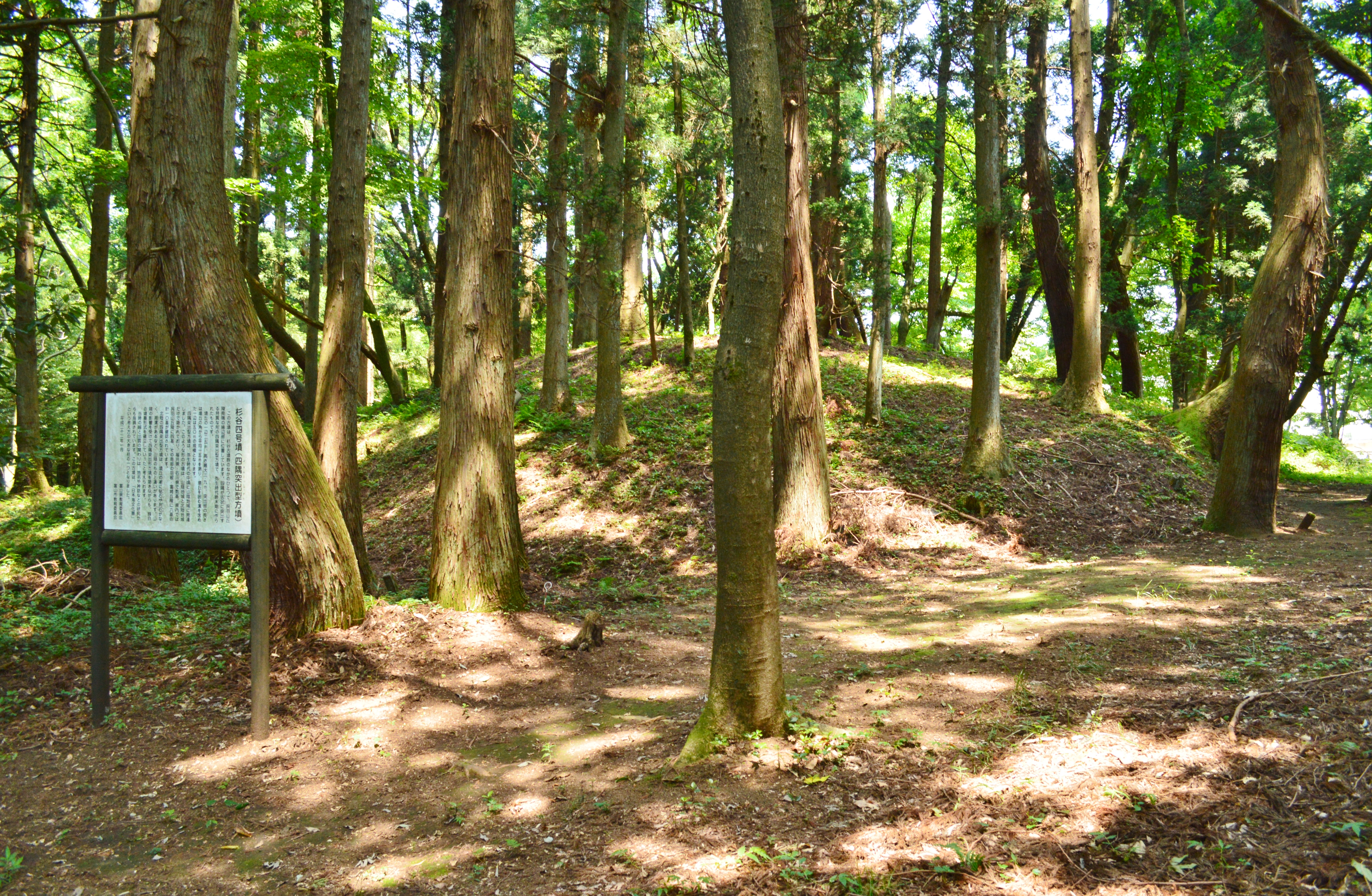
杉谷4号墓（富山県富山市）

四隅突出型墳丘墓は、1968年に順庵原1号（島根県邑南町）で最初に確認された。北陸地方では1974年に杉谷4号墓（富山県富山市）が確認されたのが最初である。100基余りが知られる。
三次盆地や出雲平野のものが弥生時代中期後葉で、最も古い例である。その後、後期前葉に伯耆・因幡（鳥取県）、後期後葉に出雲（島根県東部）で展開した。北陸にも後期後半以降広まり、越前（福井県東部）・加賀（石川県南部）・越中（富山県）で発見されている。
起源としては、かつては朝鮮半島起源説、方形周溝墓起源説なども唱えられたが、貼石方形墓起源説が定説となっている。
墳丘墓側面に貼石をめぐらし、規模は後の前期古墳の規模に近づくなど、古墳時代以前の墓制ではもっとも土木技術が駆使されており、日本海沿岸という広域で墓制の共有が行われていた。ただし、山陰と北陸の中間地である北近畿では、四隅突出型墳丘墓は1基も見つかっていない。

## 中国山間部の四隅突出型墳丘墓
前述のとおり、備後北部の三次盆地で出現期の四隅突出型墳丘墓が多数見つかっている。陣山墳墓群（広島県三次市）では未だ墳墓のつくり方が定型化していない様相が確認され、これらが最古の四隅突出型墳丘墓の一例とみられる。備後北部以外でも、石見の順庵原1号墓（島根県邑南町）、美作の竹田8号墓（岡山県鏡野町）などが中国山間部の四隅突出型墳丘墓として理解される。
この地域では弥生時代中期後半以降、後期前葉まで四隅突出型墳丘墓が造営されるが、その後は途絶える。しかし、四隅突出型墳丘墓の時代としては最終末にあたる弥生古墳移行期に、隅の突出した前方後方形墳墓である矢谷墳丘墓（広島県三次市）が現れる。
このほか中国山間部ではないが、播磨（兵庫県南部）にも四隅突出型墳丘墓の可能性がある墳墓が発見されている（周遍寺山1号墓、船木南山古墳）。

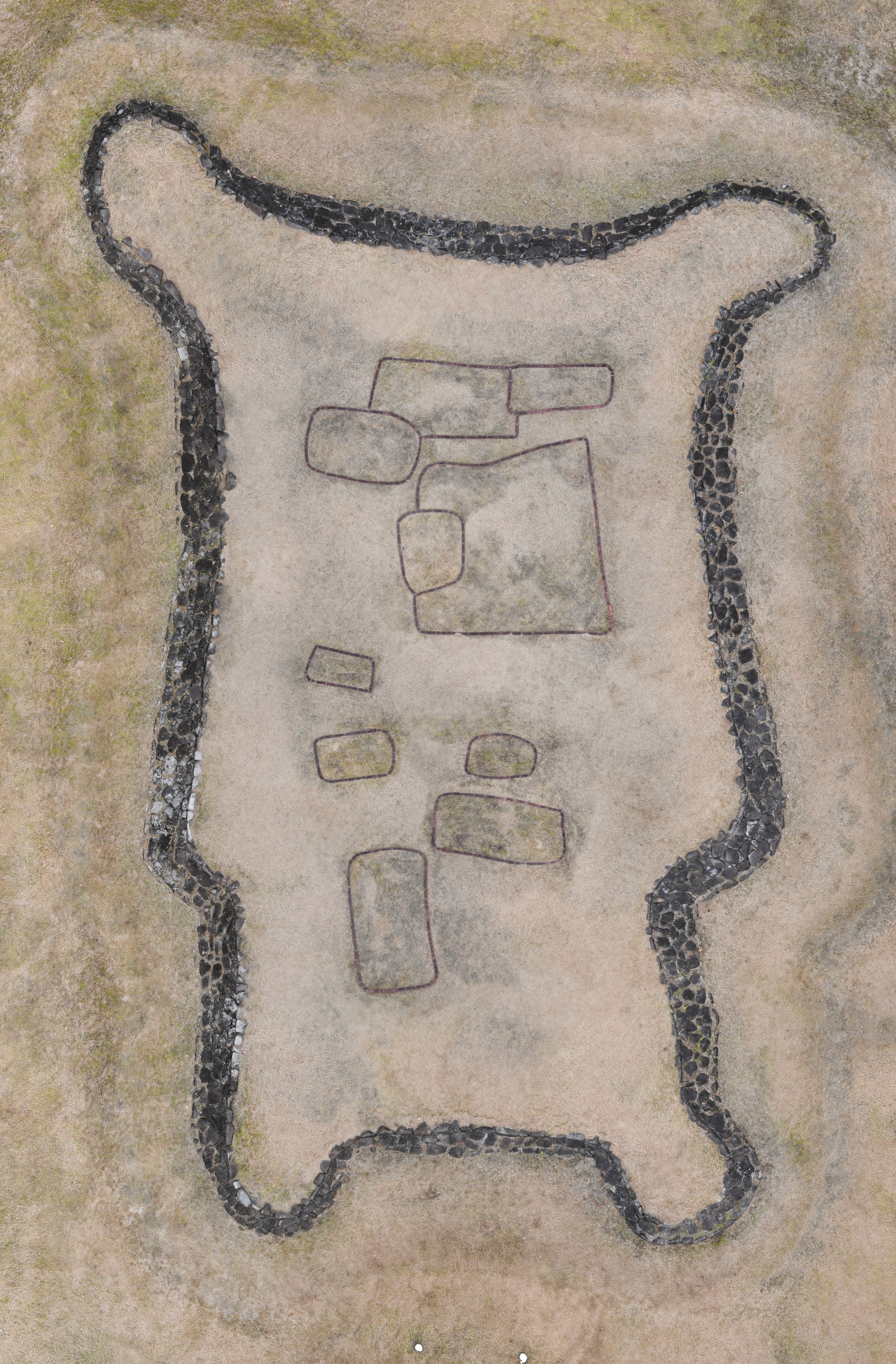
矢谷墳丘墓（広島県三次市）

## 山陰の四隅突出型墳丘墓

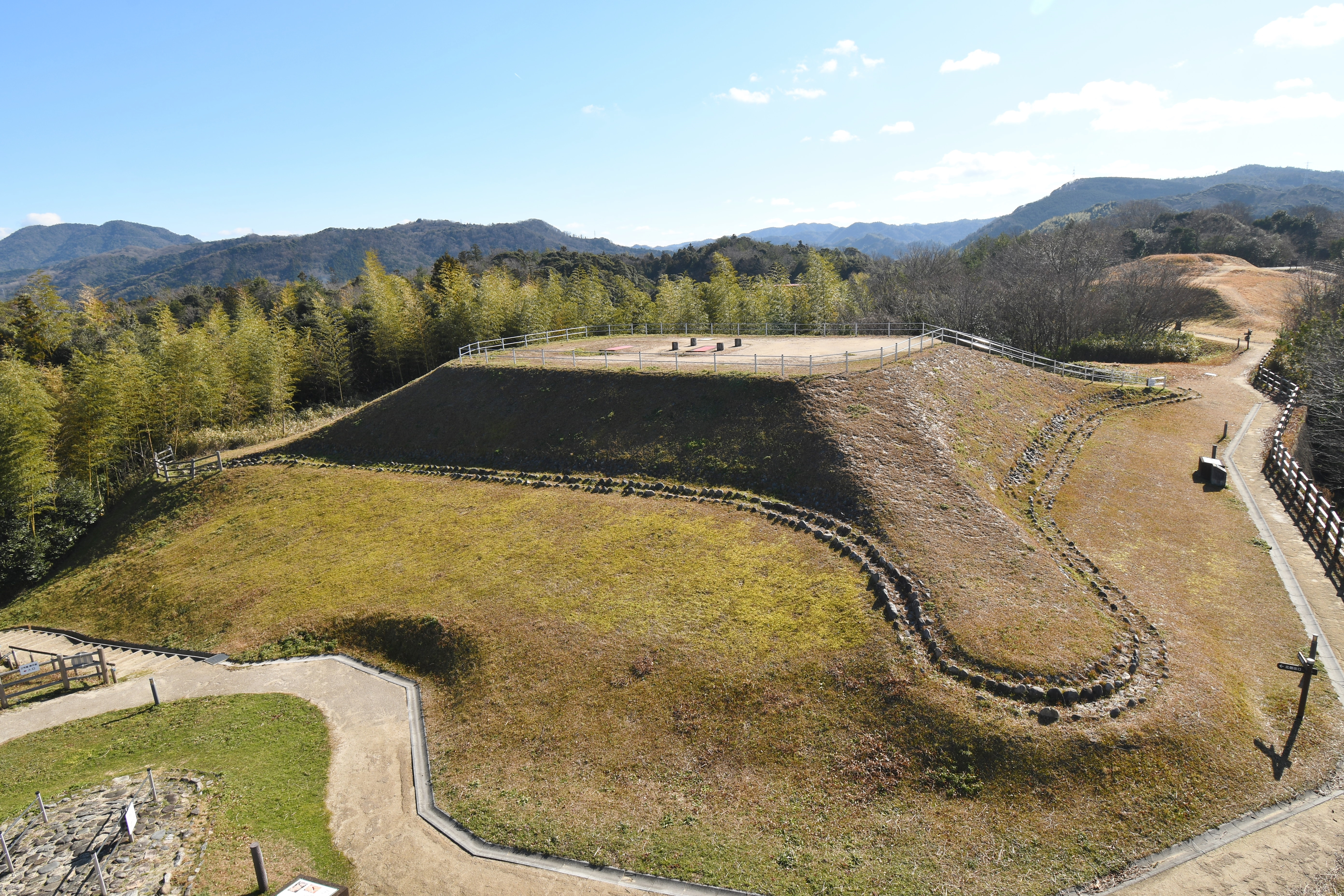
西谷3号墓（島根県出雲市）

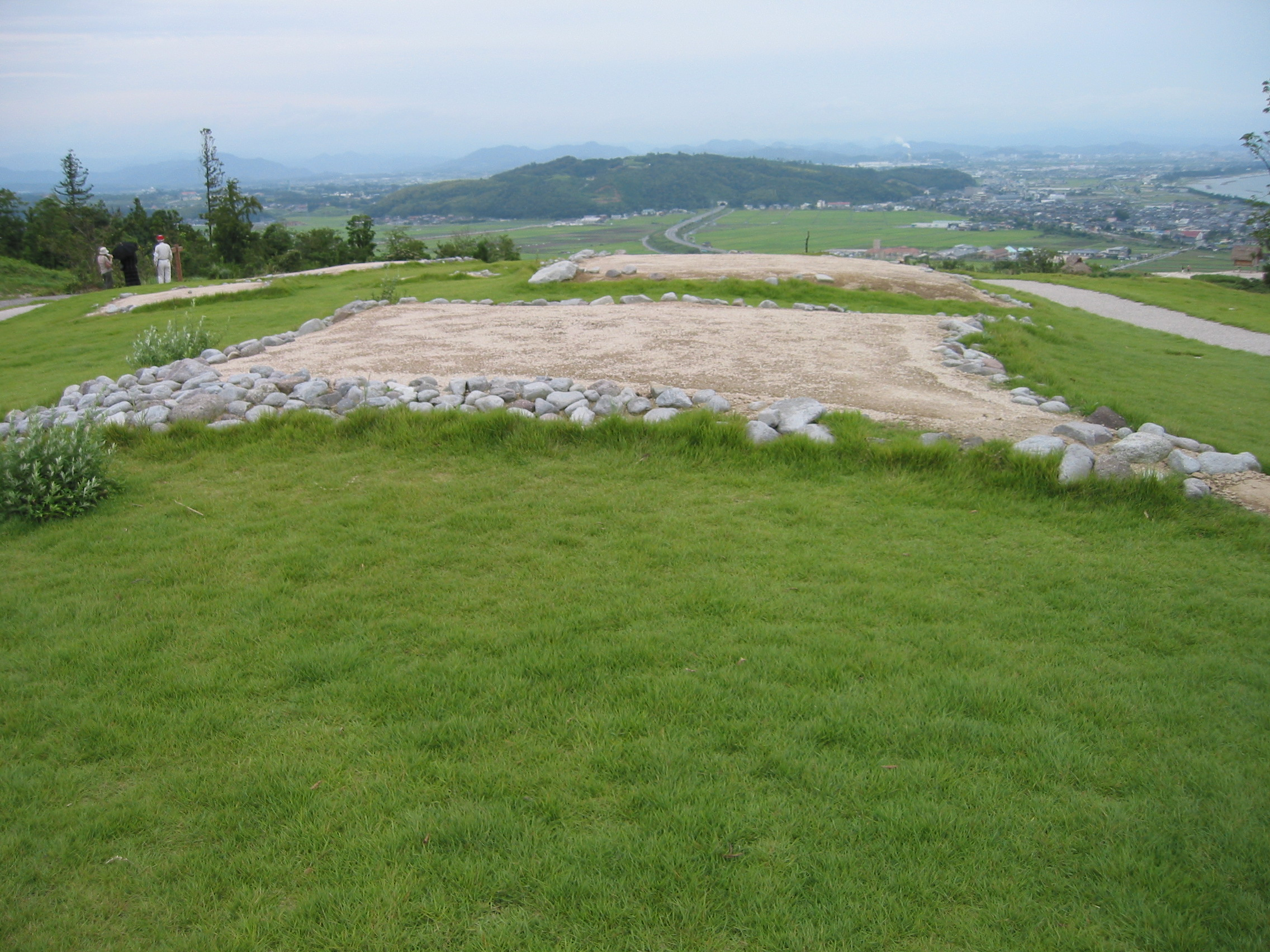
妻木晩田遺跡（鳥取県西伯郡大山町）洞ノ原地区墳丘墓

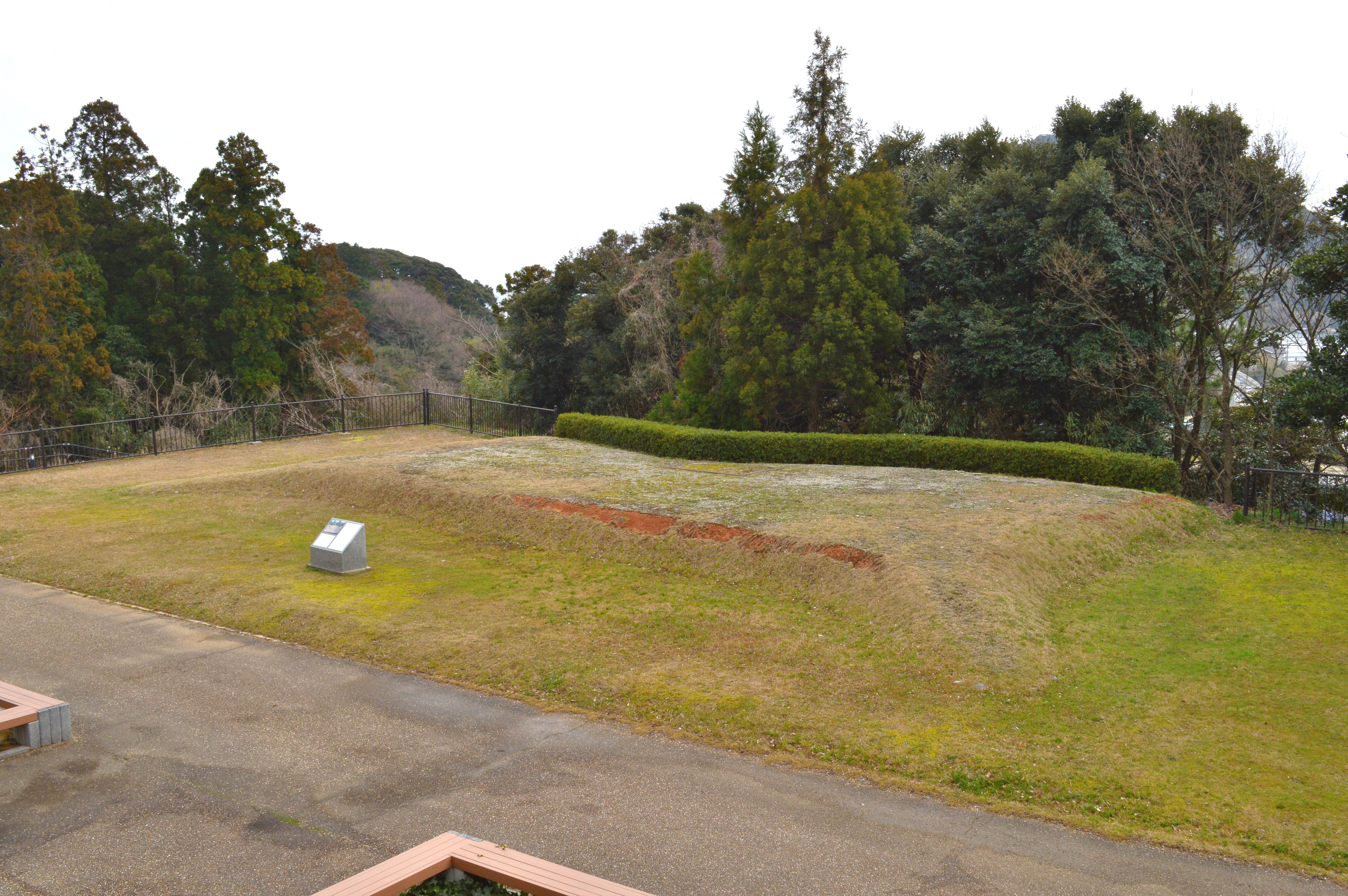
大城墳丘墓（島根県隠岐の島町）隠岐島では唯一の四隅突出型墳丘墓。

かつては四隅突出型墳丘墓が中国山間部で一元的に誕生し日本海沿岸部に伝播したと考えられていたが、島根県出雲市青木遺跡で出現期の様相をもった四隅突出型墳丘墓（青木4号墓）が発見され、出雲地域にも古い時期から四隅突出型墳丘墓が造られていたことが判明した。
弥生時代後期前葉から中葉には伯耆・因幡で四隅突出型墳丘墓が盛行する。この時代の代表的なものとして、妻木晩田遺跡（鳥取県大山町）の洞ノ原墳墓群・仙谷墳墓群や、阿弥大寺墳墓群（鳥取県倉吉市）、西桂見墳丘墓（鳥取県鳥取市）などがある。
弥生後期後葉から末葉においては、出雲西部では島根県出雲市の西谷墳墓群（西谷2号墓・3号墓・4号墓・9号墓）、出雲東部では島根県安来市の仲仙寺古墳群（仲仙寺9号墓・10号墓）、宮山Ⅳ号墓などが代表的な墳丘墓であり、この時期には出雲の西と東に大きな政治勢力が形成されたものと考えられる。これらの墳丘墓は限られた丘陵などに累代的に造営された。また、この時期には隠岐で大城墳丘墓（島根県隠岐の島町）が造営されており、墓制の面から海を越えた交流が見いだせる。
西谷3号墓の埋葬施設はほぼ同時期の吉備の墳丘墓である楯築墳丘墓（岡山県倉敷市）のそれと同じような構造の木槨墓である。また、埋葬後の儀礼に用いた土器の中に北陸系の器台・高杯や吉備の特殊器台・特殊壺などが大量に混入していた。
古墳時代になると、出雲平野では繁栄が止まり大型の古墳はしばらく作られない。一方の出雲東部では、古墳時代前期に全国的にも抜きん出た大型方墳（大成古墳、造山古墳ほか）が造営される。これらが四隅突出型墳丘墓の延長線上に築かれたものであるとする研究がある。

## 北陸の四隅突出型墳丘墓
北陸の四隅突出型墳丘墓は、弥生時代後期後葉に初めて登場する。
北陸の四隅突出型墳丘墓は、配石構造を欠く点において山陰の四隅突出型墳丘墓と様相を異にしている。このように、在地の墓制と外来の墓制（四隅突出型墳丘墓）の双方の影響下に成立したものであることから「北陸型四隅突出型墳丘墓」の名称を用いられることがある。
西谷3号墓とほぼ同時期にあたる小羽山30号墓（福井県福井市）は山陰の影響を直接受けたとみられ、墳丘形態、副葬品、赤色顔料の付着した石杵など共通点が多い。このあとの時期については、継続的に山陰のものから影響を受けていたという説と北陸で独自に展開したという説がある。